# Ian Brown (zanger)
Ian Brown (Warrington, 20 februari 1963) is een Britse rockzanger en multi-instrumentalist. Hij was de leadzanger van de alternatieve rockband The Stone Roses vanaf hun oprichting in 1983. Na de splitsing in 1996 begon hij een solocarrière, waarbij hij zeven studioalbums uitbracht, een Greatest Hits-compilatie, een remixalbum, de 11-disc boxset Collection en 19 singles. Hij heeft solo-shows gegeven in 45 landen. Hij keerde terug naar het zingen voor de Stone Roses in 2011, hoewel dit niet het einde betekende van zijn solo-inspanningen, en bracht First World Problems uit via Virgin / EMI Records op 25 oktober 2018. Hij had een cameo-optreden in Harry Potter and the Prisoner of Azkaban.

## Biografie
Brown werd geboren in Warrington in 1963 en groeide op in Forster Street, Orford tot de leeftijd van ongeveer zes jaar. Zijn vader George was een schrijnwerker en zijn moeder Jeane werkte als receptioniste in een papierfabriek. Daarna verhuisde hij met zijn gezin, waaronder een broer (Graham) en zus (Sharon) naar Sylvan Avenue in Timperley, Altrincham. Hij ging op 16-jarige leeftijd naar de Park Road County Primary Infant and Junior School en vervolgens naar de Altrincham Grammar School for Boys. In 2015 en 2017 getuigde hij tegen voormalig leraar Fred Talbot van Altrincham Grammar, die in de jaren 1970 schuldig werd bevonden aan seksueel misbruik van leerlingen.
Browns interesse in muziek werd geïnspireerd door de punkbeweging, met name de bands Sex Pistols, The Clash en het in Manchester gevestigde Slaughter & the Dogs. Brown en de oorspronkelijke Stone Roses-bassist Pete Garner woonden de opname van de Clash-single Bankrobber in Manchester bij.

### The Stone Roses
Browns muzikale carrière begon in 1980 als basgitarist in een band met Simon Wolstencroft en John Squire, met wie hij persoonlijke verschillen had. Ze werden uiteindelijk The Patrol, met Andy Couzens op zang. De band ging al snel uit elkaar, waarbij Brown zijn bas verkocht om een scooter te kopen. Brown verhuisde naar Hulme en woonde in het begin van de jaren 1980 noordelijke soul 'all-nighters' bij in Noord-Engeland toen het circuit vervaagde. Rond deze tijd ontmoette Brown soullegende Geno Washington. In 1983 trad Brown als co-vocalist toe tot de band The Waterfront, die zou uitgroeien tot de Stone Roses.
The Stone Roses kregen bekendheid aan het eind van de jaren 1980 en het begin van de jaren 1990 met hun debuutalbum dat in 2004 werd uitgeroepen tot het beste Britse album aller tijden. Het tweede album Second Coming kreeg gemengde reacties en na verschillende bezettingswisselingen ging de band in oktober 1996 uit elkaar.
Op 17 oktober 2011 zinspeelde Brown op een Stone Roses-reünie via sms en zei: We gaan de wereld weer regeren. Het gebeurt. De volgende dag werd een reünie aangekondigd voor de band met geplande optredens voor juni 2012 in Manchester. In een persconferentie-interview verklaarden de leden van de Stone Roses dat er een nieuw album gepland staat.
Op 2 december 2011 traden Ian Brown en John Squire voor het eerst sinds 1995 weer samen op. Ze voegden zich bij Mick Jones van The Clash, The Farm en Pete Wylie in het Manchester Ritz tijdens een concert ter ondersteuning van de Justice for Hillsborough-campagne. Ze voerden Elizabeth My Dear uit als duo voordat ze werden vergezeld door Mick Jones en The Farm voor vertolkingen van Bankrobber en Armagideon Time van The Clash, waarbij Ian Brown de leadzang op zich nam voor de drie nummers.
The Stone Roses kwamen in 2011 weer bij elkaar en gingen in 2012 op reünietournee. Ze bleven toeren tot 2017 toen de band voor de tweede keer uit elkaar ging.
Van 1984 tot 1996 was Brown zanger van de band The Stone Roses, die samen met de Happy Mondays, New Order, The Charlatans en de Inspiral Carpets de belangrijkste en succesvolste band was van de Madchester-beweging

### Solo-carrière
Na een muzikale pauze in Marokko, vestigde Brown zijn solocarrière met de debuutsingle My Star, die op 12 januari 1998 in het Verenigd Koninkrijk werd uitgebracht. Het debuutalbum Unfinished Monkey Business volgde op 2 februari 1998. Het album werd geproduceerd en gefinancierd door Brown en bevatte ex-Roses-leden Mani, Nigel Ipinson, Aziz Ibrahim en Robbie Maddix. Het album verkocht meer dan 300.000 exemplaren.
Brown toerde in de zomer van 1998 met een band met Aziz Ibrahim (gitaar), Inder 'Goldfinger' Matharu (tabla/percussie), Simon Moore (drums) en Sylvan Richardson (bas), inclusief optredens op het Glastonbury Festival en het V Festival. Brown werd gearresteerd na een vlucht terug van zijn liveshow in Parijs en later veroordeeld tot vier maanden gevangenisstraf wegens dreigend gedrag jegens een stewardess en kapitein, een aanklacht die hij ontkende, waardoor zijn tournee opnieuw moest worden gepland. Zijn bandmaat Aziz Ibrahim veroordeelde het vonnis en zei dat Brown gewoon brutaal was. Hij had gedreigd de handen van de stewardess af te hakken en op de cockpitdeur te hameren toen het vliegtuig landde. Een paar weken eerder had hij een tijdschriftrecensent, die zijn album een sterrecensie had gegeven 'goed onderuit gehaald'.
Tijdens zijn verblijf in Strangeways Prison, schreef Brown de teksten voor Free My Way, So Many Soldiers en Set My Baby Free. Na twee maanden werd hij voorwaardelijk vrijgelaten.
Zijn tweede album Golden Greats werd in 1999 uitgebracht door Polydor Records. Het bevatte meer elektronische instrumenten en kreeg lovende kritieken. Voor zijn derde studioalbum Music of the Spheres zocht Brown voor het eerst externe productiehulp met het inhuren van de diensten van songwriter en producent Dave McCracken, die een vaste medewerker zou worden. Hij toerde voor het eerst door de Verenigde Staten als soloartiest ter ondersteuning van het album.
Het lukte hem om zich met de twee singles My Star (1998) en Dolphins Were Monkeys (2000) en al zijn albums, met uitzondering van Golden Greats (1999) in de top 10 te plaatsen van de Britse top 40.
Browns vierde soloalbum Solarized werd op 13 september 2004 in het Verenigd Koninkrijk uitgebracht en was het eerste dat werd uitgebracht onder het nieuw leven ingeblazen Polydor-label Fiction Records. Toen zijn nieuwe Fiction A&R Jim Chancellor in HitQuarters werd gevraagd welke bijdrage hij levert aan de platen van Brown, zei hij: Er is niet zoveel te doen. Ian is de meester van zijn eigen platen.
Sinds het uiteenvallen van The Stone Roses in 1996 heeft Brown zes soloalbums en veertien Britse Top 40-singles uitgebracht. Hij had zeven Britse uitverkochte tournees en verscheen drie keer op het Glastonbury Festival, waaronder als headliner van The Other Stage in 2005. Hij is sinds 1998 vijf keer verschenen op het V Festival, samen met regelmatige optredens op T in the Park- en Oxegen-festivals, en speelde het Move-festival in 2002 op Old Trafford Cricket Ground, evenals twee tournees door Australië in 2006 en 2008.
Tijdens de NME-awards van 2006 ontving Brown de Godlike Genius-prijs en in 2007 ontving hij de Q Legend Award.
In september 2007 bracht Brown zijn vijfde studioalbum The World Is Yours uit. Het album vertegenwoordigde een meer politieke benadering in zijn muziek, met name het anti-oorlogsnummer Illegal Attacks met Sinéad O'Connor. Het album bevatte ook voormalig Smiths-bassist Andy Rourke, Paul Ryder van Happy Mondays en Steve Jones en Paul Cook van The Sex Pistols.
Zijn zesde soloalbum My Way werd in september 2009 uitgebracht. Het werd opgenomen in de Battery Studios in Londen met producent Dave McCracken. De eerste single Stelify werd uitgebracht op 21 september 2009. Brown speelde in de Manchester Arena voor de 3e keer in december 2009 en 2010, maakte zijn 3e optreden in Moskou en zijn 2e in Peking, China. Sinds hij in 1998 solo ging, heeft Brown shows gespeeld in 45 landen.
Brown heeft verschillende keren samengewerkt met UNKLE en verscheen op Be There in 1999 en op Reign op het album Never, Never, Land uit 2003, dat ook als single werd uitgebracht.
Op 25 oktober 2018 bracht hij zijn eerste solo-materiaal in negen jaar uit met de single First World Problems. Op 1 februari 2019 kwam zijn zevende studioalbum Ripples uit.
Op 18 september 2020 kondigde Brown de publicatie van het nieuwe nummer Little Seed, Big Tree aan via zijn Twitter-account. Het nummer lijkt te verwijzen naar de COVID-19-pandemie en uiting te geven aan anti-lockdown- en antivaccinatiegevoelens. Brown klaagde later dat het van Spotify was gehaald. Een Spotify-woordvoerder verklaarde dat het platform 'inhoud op het platform verbiedt die gevaarlijke valse, bedrieglijke of misleidende inhoud over COVID-19 promoot'.

## Privéleven
Brown was getrouwd met Fabiola Quiroz, een model uit Mexico. Ze scheidden in 2011. Hij heeft drie kinderen, één met Quiroz, de andere twee uit een eerdere relatie.
Brown is een levenslange supporter van Manchester United en is een seizoenkaarthouder. Voor het seizoen 2005-2006 was Brown de shirtsponsor van het London Commercial Division-voetbalteam Chiswick Homefields, waarbij de spelers een "IB - The Greatest"-logo op hun borst droegen.

## Film en televisie
Brown had een cameo-rol in de film Harry Potter and the Prisoner of Azkaban uit 2004 als een tovenaar die op magische wijze zijn drankje roerde tijdens het lezen van Stephen Hawkings A Brief History of Time at the Leaky Cauldron. In 2010 had Brown een cameo-rol als politieagent in de serie This is England '86 van Shane Meadow, gebaseerd op de film This is England.

## Opvattingen
Tijdens de COVID-19 pandemie in het Verenigd Koninkrijk promootte Brown samenzweringstheorieën en verkeerde informatie over de pandemie en bekritiseerde hij lockdowns, het gebruik van maskers en het COVID-19-vaccin. In juli 2021 kreeg Brown een Twitter-verbod van twee weken voor het plaatsen van valse beweringen dat het vaccin niet effectief was. Hij trok zich terug uit een headliner-slot van een festival omdat hij het niet eens was met het vaccinpaspoort voor het toegangsbeleid, en noemde het het 'nieuwe nazi-normaal'. Zijn anti-lockdown-nummer Little Seed, Big Tree met teksten die verwijzen naar complottheorieën over het COVID-19-vaccin, werd verwijderd van Spotify.
Hij stelt dat hij een anarchist is in zijn Twitter-bio.

## Trivia
- De song Be There zou eigenlijk op het UNKLE-album Psyence Fiction verschijnen. Omdat Brown niet bij de opnamen aanwezig kon zijn vanwege zijn arrestatie na een rel in een vliegtuig, kwam het nummer onder de naam Unreal op het album, zonder Browns zang.
- De song Just Like You werd van 2010 tot 2012 gebruikt als titelsong van de Duitse talkshow Stuckrad-Barre.

## Onderscheidingen en prestaties
Ian Brown heeft in zijn carrière verschillende prijzen en opiniepeilingen in tijdschriften gewonnen, als erkenning voor zijn werk als soloartiest en zijn werk met de Stone Roses. De prijzen die hij heeft gewonnen zijn als volgt:

### The Stone Roses
- 1997: The Stone Roses bereikte nummer 5 in The Guardian's 100 Best Albums Ever poll
- 1998: The Stone Roses bereikte nummer 4 in Q magazine's 100 Best Albums Ever poll
- 2004: The Stone Roses bereikte nummer 1 in The Observer's 100 Best British Albums Ever poll
- 2006: The Stone Roses bereikte nummer 1 in de NME writers 100 Best British Albums Ever poll
- 2006 The Stone Roses bereikte nummer 7 in NME fans 100 Best Albums Ever poll

### Solo
- 2002 Muso Awards Beste Single (Whispers)
- 2002 NME Awards Best Solo Artist
- 2006 NME Awards Godlike Genius Award
- 2007 Q Awards Legend Award
- 1999, 2000, 2002, 2006, 2009 - genomineerd voor Best British Solo Artist at de Brit Awards

## Discografie

### Met The Stone Roses
- 1989: The Stone Roses
- 1994: Second Coming

### Solocarrière
- 1998: Unfinished Monkey Business
- 1999: Golden Greats
- 2001: Music of the Spheres
- 2002: Remixes of the Spheres
- 2004: Solarized
- 2005: The Greatest
- 2007: The World Is Yours
- 2009: My Way
- 2019: Ripples

### Features
- 1998: Be There EP (UNKLE feat. Ian Brown)
- 2003: Reign EP (UNKLE feat. Ian Brown)

- Bibliothèque nationale de France: cb140088972 (data)
- Gemeinsame Normdatei: 133737454
- International Standard Name Identifier: 0000 0001 1462 8892
- Library of Congress Control Number: nb2002001868
- MusicBrainz: 182d5d8a-94c7-4ef4-8222-a1838353a37b
- Nationale Bibliotheek van Tsjechië: pna2005262026
- Nederlandse Thesaurus van Auteursnamen: 30234196X
- Virtual International Authority File: 100987334
- WorldCat: E39PBJf8tcRbvFk7RddkwrjXBP